# Fernandocrambus brunneus
Fernandocrambus brunneus là một loài bướm đêm trong họ Crambidae.